# 蛇山 (南京)
蛇山，是南京的一个丘陵，位于清凉山东南，五台山西南，与菠萝山相对，因山形蜿蜒如蛇而名。海拔35米，面积约2.4万平方米。有巷名“蛇山”，因地处蛇山山麓而名。
清代同治年间，官吏曾在山上种茶，因此又名茶山。